# Li Shizhen
Li Shizhen (李時珍), född 1518, död 1593, var en kinesisk läkare och farmakolog som var verksam under Mingdynastin. Han är mest känd för att ha författat den berömda farmakopén Bencao gangmu.

## Biografi
Li föddes i det som är dagens Qizhou i Hubei-provinsen. Både Lis far och farfar hade varit verksamma som läkare, vilket var en sysselsättning med låg status vid denna tid. Efter att han misslyckats med att ta de kejserliga ämbetsmannanexamina beslutade sig Li Shizhen för att gå i lära hos sin fader för att bli läkare. Vid 27 års ålder botade han en furste och blev därefter erbjuden en tjänst vid det kejserliga medicinska institutet i Peking. I sin nya tjänst fick Li tillgång till stora bibliotek, vilket inspirerade honom att författa Bencao gangmu.